# アリマア
アリマア (Arimaa) は、チェスの盤と駒を使用してプレイすることができる2人用のボードゲーム。子供でも理解できる簡素なルールでありながら、各局面で指せる手の数を何千通りにもすることでコンピュータによる計算を困難にしていることが特徴。元NASA職員であるオマール・サイド(Omar Syed) が考案し、2002年11月20日に発表した。当時小学生であったオマールの息子アーミル (Aamir Syed) も、開発に大きな役割を果たした。「Arimaa」という名称は、Aamirのスペルをひっくり返し(rimaa)、先頭にaを付け加えたものである。
このゲームを生み出す動機となったのは、チェスの世界チャンピオンと互角に戦うことのできるコンピュータソフトの出現である。世界のトップレベルに到達したことでコンピュータチェスは一応の目標を達成したといえるが、アリマアでは可能な手を端から検索するなどいわば「力業」ともいえる従来の方法は通用せず、強いアリマアプログラムを作成するためには違ったアプローチが必要になると考えられる。そもそもコンピュータのように早くも正確でもなく、膨大な定跡データベースも持つことができない人間の思考能力でコンピュータと対等に戦えるという事実は、いまだ知られていない斬新で強力なアルゴリズムが見つかる可能性を示唆している。人間どうしが行うゲームとしても十分に遊べるものであるが、人間と（人間が書いた）プログラムとの対戦で真価が発揮されるゲームである。
オマールは2020年までにアリマアで人間を打ち負かすプログラムを開発した者には1万ドルの賞金を支払うと宣言している。2004年に行われたゲームでは、世界最強のアリマアプログラムは0勝8敗でオマールに完敗した。このプログラムは囲碁九路盤限定チャンピオンになったプログラム「Many Faces of Go」の開発者であるデイビット・フォットランド (David Fotland) によって書かれたものである。2014年までは人間がコンピュータを退けてきたが、2015年、David Wu が開発したプログラム「Sharp」が人間を7勝2敗で破り、賞金が支払われた。
ゲーム理論上では二人零和有限確定完全情報ゲームに分類されるため、完全な先読みは理論的には可能である。

## ルール

### 用具
8×8マスのゲームボードと五種類の駒を使う。駒はプレイヤーごとに象とラクダが各1個、馬と犬、猫が各2個、ウサギが8個。駒の強さは象→ラクダ→馬→犬→猫→ウサギの順。チェスの駒でプレイする場合、キング→象、クイーン→ラクダ、ナイト→馬、ルーク→犬、ビショップ→猫、ポーン→ウサギとして代用することが多い。

### ゲームの手順
アリマアでは、駒の配置は固定されておらず、プレイヤーが自由に配置できる。チェスと同様端から二列が自陣となり、先手からその中に駒を配置する。先手の配置がすべて完了したら、後手も駒を配置する。両プレイヤーの配置が完了したら、チェスのように各プレイヤーが交互に手番を経過していく。各プレイヤーは一度の手番(turn)に最大4手(step)まで動かすことができる。4手すべてを消費しなくても手番を終了できるが、少なくとも1手は消費しなければ手番を終了できない。

### 勝敗条件
相手側の一番奥の列をゴール列と呼ぶ。8個あるウサギのうち、先にひとつでも相手のゴール列に到達した側の勝利となる。一方のプレイヤーがすべてのウサギを失い勝利の可能性を失った場合でもゲームは続行し、両方のプレイヤーがすべてのウサギを失った場合は引き分けに持ち込むことができる。

### 駒の動き
プレイヤーは任意の自分の駒を隣接する前後左右4マスのいずれかに一マスずつ進めることができ、駒を1マス進めるごとに1手を費やす。ただしウサギだけは後ろへ進めず、ウサギが後ろへ進めないのを除けば全ての駒の動きは同じである。駒は移動方向を変えることもできるし、異なる複数の駒を進めてもよい。駒を進める順番も自由である。別の駒がいるマスには侵入できず、チェスのように相手の駒を取ることはできない。

### 押し出し(PUSH)と引っ張り(PULL)
駒は「PUSH」ができる。押し出しでは、まず隣り合う相手の駒を空いている任意の方向に動かし、その空いた位置に自分の駒が進む。また、駒は「PULL」もできる。相手の駒に隣り合う自分の駒を1マス移動させ、空いた位置に先ほど隣接していた相手の駒を移動させる。押し出しと引っ張りは自分より弱い駒に対してのみ可能で、同じ強さの駒同士では出来ない。押し出しや引っ張りには相手の駒の移動に1手と自分の駒の移動に1手で計2手を費やす。一連の押し出しが完了する前に、他の駒を移動させたり別の押し出しや引っ張りを行うことは出来ない。また、押し出しと引っ張りは一回の手番のあいだに完了させなければならない。1回の手番内で移動や押し出し、引っ張りをどのように組み合わせてもよい。ただし、押し出しを完了した手を引っ張りの一部とみなし直後に相手の駒を動かすことはできない。

### 硬直(FREEZE)
駒がより弱い相手の駒に隣接すると、隣接された相手の駒は移動できなくなる。これをFREEZEと呼ぶ。ただし、味方の駒が隣接している駒はFREEZEしない。FREEZEしている駒は、味方が隣接することでFREEZEを解き、動けるようにすることができる。

### 罠(Trap)
ゲームボードには罠となるマスが4つ設置されている。罠に侵入した駒は、罠にかかったとみなされゲームから除外される。ただし、罠マスに侵入した駒に味方の駒が隣接している場合は罠に掛からない。罠マス上を通過したい場合は、そこに味方が隣接することで罠に落ちるのを防ぐことができる。隣接する味方の駒がいなくなると、その瞬間に罠マス上の駒は罠にかかってゲームから除外される。押し出しや引っ張りによって、相手の駒を罠にかけることもできる。罠マスの位置はc3、c6、f3、f6の4ヶ所。将棋のようなゲームから除外された駒が復帰するルールはない。

## 特殊な状況下におけるルール
- 両プレイヤーが全てのウサギを失った場合は、手番のプレイヤーの勝ち。
- 手番の終了時の駒の配置が3回同じ配置になった場合は、そのプレイヤーの負け。
- 自分の手番に硬直や移動する場所が無いなどで動かせる駒が一つも無い場合、そのプレイヤーの負け。
- 相手のウサギを自分の最後列にみずから引っ張りもしくは押し出し、そのウサギがターンの終了時にも自分のゴール列にある場合は、ゴール位置に侵入されたプレイヤーの負け。ただし、手番の終了前に再びそのウサギをゴール列外に移動させた場合は、負けにならない。